# Coup de gong à Hong Kong
Pour plus de détails, voir Fiche technique et Distribution.
Coup de gong à Hong Kong (titre original : Lotosblüten für Miß Quon) est un film franco-italo-ouest-allemand de Jürgen Roland sorti en 1967.

## Synopsis
Expatrié à Taïwan, l'américain Mark Jason se retrouve impliqué dans un meurtre autour d'un trafic de diamants. Pour échapper à ses poursuivants, il décide de s'enfuir à Hong Kong.

## Fiche technique
- Titre original : Lotosblüten für Miß Quon
- Réalisation : Jürgen Roland
- Scénario : James Brewer d'après le roman de James Hadley Chase
- Directeur de la photographie : Rolf Kästel
- Montage : Herbert Taschner
- Musique : Piero Umiliani
- Costumes : Diulio Giustini
- Production : Wolf C. Hartwig
- Genre : Film d'aventures, Film d'action
- Pays de production :  France,  Italie,  Allemagne de l'Ouest
- Durée : 95 minutes (1 h 35)
- Dates de sortie :
  - Allemagne de l'Ouest : 31 mars 1967
  - France : 26 juillet 1967
- Affiches : Raymond Elseviers (Belgique), Constantin Belinsky (France)

## Distribution
- Lang Jeffries (VF : Jean-Claude Michel) : Mark Jason
- Francesca Tu : Nhan Lee Quon
- Werner Peters (VF : Jacques Berthier) : Charlie Lee
- Daniel Emilfork (VF : Lui-même) : l'inspecteur Gonsart
- Sal Borgese (VF : Jacques Balutin) : Jojo
- François Cadet (VF : Lui-même) : Ben Wade
- Christa Linder : Stella
- Luciana Paoli : Anita
- Gianni Rizzo (VF : André Valmy) : Blackie Lee
- Dong Ham (VF : Raoul Curet) : le docteur
- Tam Tin : le grand-père